# Cobitis linea
Cobitis linea är en fiskart som först beskrevs av Heckel, 1847.  Cobitis linea ingår i släktet Cobitis och familjen nissögefiskar. Inga underarter finns listade i Catalogue of Life.